# Nadjib Temmar
Nadjib Temmar (in arabo نجيب تمار‎?; 1º gennaio 1989) è un judoka algerino.

## Palmarès
- Campionati africani

Antananarivo 2017: oro nei +100kg e nella categoria open.
- Giochi della solidarietà islamica

Baku2017: argento nei +100kg.